# 스카이 드림 후쿠오카

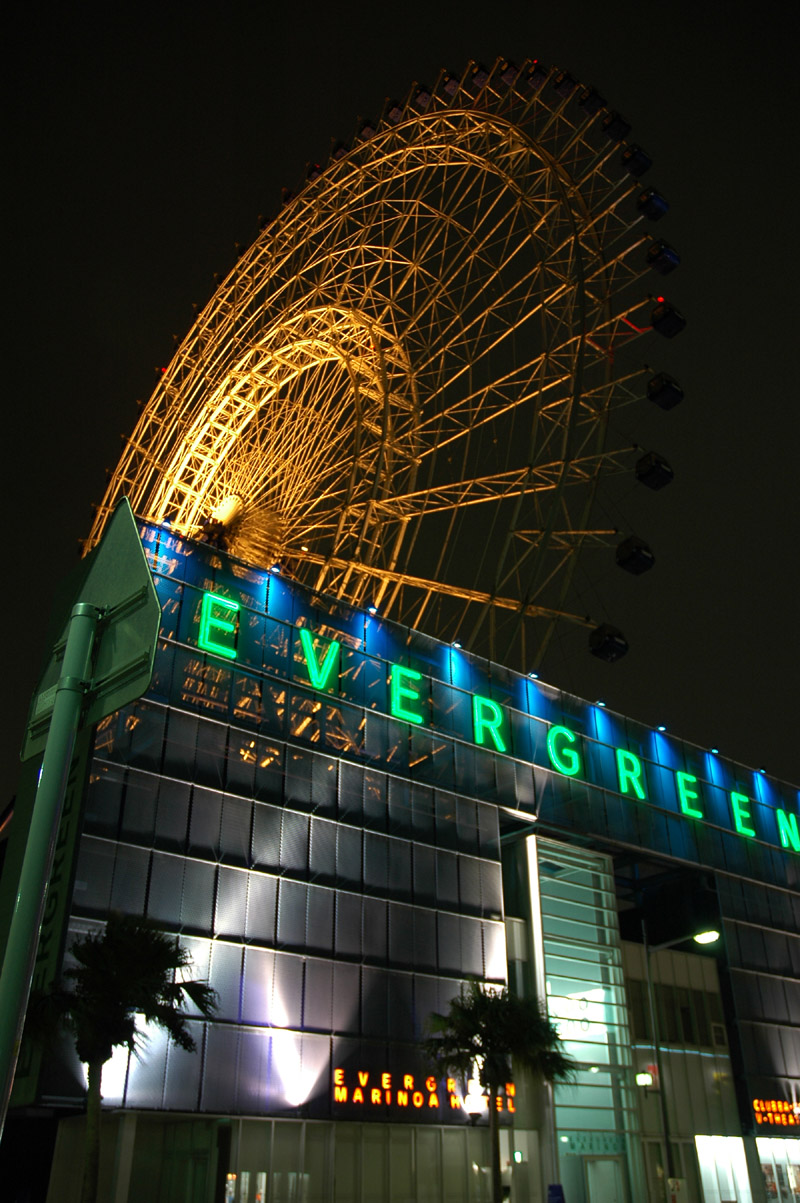
스카이 드림 후쿠오카의 모습

스카이 드림 후쿠오카(Sky Dream Fukuoka, 일본어: スカイドリームフクオカ)는 일본 후쿠오카현 후쿠오카시 니시구의 엔터테인먼트 시설 에버그린 마리노아에서 영업하고 있던 관람차이다. 2001년 12월 15일에 개업하였다. 높이 120.0 미터, 직경 112.0 미터로 일본 최대의 관람차였다. 인접한 아웃렛몰 마리노아시티 후쿠오카에도 관람차 스카이 휠 (높이 58.3m, 지름 50.0m)이 있기 때문에 크고 작은 2개의 관람차의 모습읍 쌍둥이 관람차라고 불리며 관광지의 후쿠오카시의 관광지로 여겨졌었다. 이용자 수가 저조함에 따라 2009년 9월에 영업을 종료하였다.